# Clyde-Raffinerie
Die Clyde-Raffinerie war eine australische Raffinerie der Royal Dutch Shell in Clyde (Sydney). Sie befand sich an der Einmündung des Duck River in den Parramatta River.

## Geschichte
Die Raffinerie wurde 1925 von der John Fell and Company Pty Ltd errichtet und wurde 1928 von der Shell übernommen.
Durch große Raffinerieüberkapazitäten in Asien gerieten die australischen Raffinerien zunehmend unter Druck. Shell gab daraufhin im April 2011 bekannt, die Raffinerie in Clyde stilllegen zu wollen. Die Produktion endete am 30. September 2012.
Shell baute die Raffinerie und das Gore Bay Terminal zu einer Mineralölimportstation um.
Am 21. Februar 2016 wurden vier Schornsteine der ehemaligen Raffinerie gesprengt, am 22. Februar folgte ein weiterer.

## Technische Daten
Das Rohöl wurde über eine Pipeline vom Gore Bay Terminal bei Greenwich angeliefert.

### Verarbeitungsanlagen
- Atmosphärische Destillation
- FCC-Einheit
- Reformer
- Entschwefelungsanlagen